# Eleotris sandwicensis
Eleotris sandwicensis е вид лъчеперка от семейство Eleotridae.

## Разпространение
Видът е разпространен в САЩ (Хавайски острови).